# Infirmata vulnerata
Sans force, blessée…
Infirmata vulnerata est un motet en latin du compositeur italien Alessandro Scarlatti. L'effectif nécessite une voix d'alto, deux violons et la basse continue. Contrairement aux autres motets du musicien, le sujet n'est pas religieux, mais emprunte un sujet amoureux, ce qui peut le rapprocher aisément du groupe des 820 cantates de chambre écrites par Scarlatti. Le poème est d'un auteur inconnu. L'œuvre est datée du 16 octobre 1702 et a été publiée avec plusieurs autres œuvres, à Naples la même année et republiée à Amsterdam en 1707, au sein des Concerti Sacri, Motetti a una, due, tre e quattro voci con violini e Salve Regina a quattro voci e violini del Sig. Scarlatti. Opera seconda, l'une des rares éditions parues du vivant du compositeur. 

## Présentation
Le motet décrit le tourment de l'âme bénie qui cède à l'amour et à la louange de l'adoration céleste. Un autre motet du recueil, Totus amore languens, complète le thème.
L'édition de Naples, en 1702, dédicace l'ensemble du recueil à Madame Donna Angela Voglia, chanteuse protégée de Christine de Suède, mais ne figure pas dans la réédition d'Estienne Roger et Michel-Charles Le Cène à Amsterdam.

## Structure
Infirmata vulnerata, Per il Santissimo e ogni tempo
- Infirmata, vulnerata, puro deficit amore (aria) — Largo,  en mi mineur
- O care, o dulcis amor, quomodo mutatus (recitativo) —  en si mineur
- Vulnera, percute (aria) — 
, en la mineur
- Cur, quaeso, crudelis es factus gravis? (aria) — Andante, 
 en ut majeur
- Vicisti, amor, et cor meum cessit amori (recitativo) —
- Semper gratus, desiderabilis (aria) — Allegro,  en mi mineur

Durée : environ 12/14 minutes.

## Texte
| « [Aria] Infirmata, vulnerata puro deficit amore et liquescens gravi adore languet anima beata. [Recitativo] O care, o dulcis amor, quomodo mutatus es mihi in crudelem quem numquam agnovisti infidelem? [Aria] Vulnera, percute, transfige cor. Tormenta pati non timeo. [Aria] Cur, quaeso, crudelis es factus gravis? Sum tibi fidelis, sis mihi suavis. [Recitativo] Vicisti, amor, et cor meum cessit amori. [Aria] Semper gratus, desiderabilis, semper eris in me. Veni, o care, totus amabilis, In aeternum diligam te. » |  |  | « Faible, blessée Au pur amour elle succombe et consumée d'une ardeur dévorante, elle languit, l'âme bienheureuse. Ô cher, ô doux amour, comment peux-tu être si cruel avec moi qui jamais ne fut infidèle ? Blesse, frappe, transperce mon cœur. Je ne crains point tes tourments. Dis-moi pourquoi amour cruel Es tu devenu si dur ? Je te suis fidèle, Sois doux avec moi. Tu as vaincu, amour et mon cœur vous cède la place. Toujours charmant et aimable Toujours tu seras en moi. Viens, ô chéri rempli de grâces, Pour toujours, je veux t'aimer. » |

## Manuscrits et éditions anciennes
- Naples, Napoli, Archivio dei Gerolamini
- Londres, Royal College of Music, Ms. 1077 (en parties)

Les éditions anciennes sont conservées : 
- en partition :
  - Bruxelles, Bibliothèque Royale Albert Ier, Fétis n° 1740
  - Rome, Biblioteca Casanatense, Fondo Baini,
  - Munich, Bayerische Staatsbibliothek,
- en parties :
  - Bruxelles, Bibliothèque Royale Albert Ier,
  - Paris, BnF,
  - Munich, Bayerische Staatsbibliothek,

## Partitions modernes
- Infirmata vulnerata : Kantate für Alt, 2 Violinen und Basso continuo, éd. Rudolf Ewerhart, Cologne, Edmund Bieler 1959 (OCLC 717169007)
- Infirmata, vulnerata. Motet for Alto, 2 Violins and Continuo, éd. Daniela Calcamo, Daniele Cannavò, Maria Rosa De Luca. Ut Orpheus 2012, (ISMN 979-0-2153-2209-7)

## Discographie
- Infirmata vulnerata - Dietrich Fischer-Dieskau, baryton ; Aurèle Nicolet, flûte ; Helmut Heller, violon ; Edith Picht-Axenfeld, clavecin ; Irmgard Poppen, violoncelle (février 1963, EMI 5 68509 2) (OCLC 1040331487 et 33867851)
- Infirmata vulnerata - Maria Minetto, contralto ; Luciano Sgrizzi, clavecin ; Societa cameristica di Lugano, dir. Edwin Loehrer (10 mai 1974, Nuova Era) (OCLC 41303850)
- Infirmata vulnerata - Alfred Deller (1976, Harmonia Mundi HM 228) (OCLC 1044733772) — également dans film de Benoît Jacquot, Alfred Deller : Portrait d'une voix (DVD INA/HM, 2009) (OCLC 431998912).
- Motets : Infirmata, vulnerata - Véronique Gens, soprano ; Gérard Lesne, alto ; Il Seminario musicale (1993, Virgin 5 45103 2)[3] (OCLC 77260613) — avec De tenebroso lacu, Salve Regina [V], Totus amore languens.
- Infirmata vulnerata - James Bowman, contreténor ; The King's Consort, Robert King (7-9 février 1996, Hyperion CDH55354)[4] (OCLC 762455220) [lire en ligne] — avec Su le sponde del Tebro (H.705) ; O di Betlemme altera povertà (H.488).
- Cantates, vol. 2 : Infirmata vulnerata - David Daniels, contreténor ; Arcadian Academy, dir. Nicholas McGegan (3 mars/1-2 avril 1998, Conifer 75605 51319-2) (OCLC 57488396) — avec Ombre tacite e sole ; Il genio di Mitilde (H.314) ; Perchè tacete, regolati concenti ? (H.551) ; O pace del mio core (H. 495) ; Il rosignolo (H.317).
- Totus Amore. Infirmata, vulnerata - Ryland Angel, contreténor ; Les Folies Françoises (juillet 2003, Deux-Elles) (OCLC 76954773) — avec le motet Totus amore languens.
- Gaude flore. Infirmata, vulnerata - Gabriella Martellacci, Contralto ; Cappella Musicale di San Grato ; Ensemble vocale strumentale, dir. Teresio Colombotto (juin 2005, Stradivarius) (OCLC 84542315)
- Bella Dama, cantates baroques. Infirmata vulnerata - Raffaele Pé, contreténor ; Ensemble Spiritato! (juillet 2012, Resonus RE0115) — avec Tu sei quella che al nome (« Bella dama di nome santa ») (H.743).